# O Refúgio (peça de teatro)
Raízes De Sangue É um livro que conta a história de um caso sobrenatural que ocorreu na Cidade de Marville (Geórgia), Após a polícia local tomar conhecimento de um suposto crime envolvendo uma jovem desaparecida o caso começou a apresentar evidências estranhas envolvendo o crime, até então a polícia buscava um suspeito afim de achar explicações plausíveis para o caso, mas o crime acabou levando a investigação para a área do sobrenatural mexendo com a sanidade e crenças de todos especialmente do Xerife Nicolas Houston que liderava o caso.